# Stuart E. McGowan
Pour les articles homonymes, voir McGowan.
Stuart E. McGowan est un scénariste, réalisateur et producteur américain né le 17 août 1904 à Chicago, Illinois (États-Unis), mort le 18 septembre 1999 à North Hollywood (États-Unis).

## Filmographie

### comme scénariste
- 1978 : They Went That-A-Way & That-A-Way (en) de Edward Montagne (en) et Stuart E. McGowan
- 1931 : Ghost Parade (en) de Mack Sennett
- 1931 : Hold 'er Sheriff de Mack Sennett
- 1931 : Monkey Business in Africa de Mack Sennett
- 1936 : Vallée de la Rivière Rouge (en) (Red River Valley) de B. Reeves Eason
- 1936 : La Rivière écarlate (King of the Pecos) de Joseph Kane
- 1936 : Comin' 'Round the Mountain (en) de Mack V. Wright
- 1936 : The Singing Cowboy (en) de Mack V. Wright
- 1936 : Guns and Guitars de Joseph Kane
- 1936 : Ride Ranger Ride (en) de Joseph Kane
- 1936 : The Big Show de Mack V. Wright et Joseph Kane
- 1936 : A Man Betrayed de John H. Auer
- 1937 : Bill Cracks Down (en) de William Nigh
- 1937 : Git Along, Little Dogies (en) de Joseph Kane
- 1937 : Yodelin' Kid from Pine Ridge (en) de Joseph Kane
- 1937 : Sea Racketeers (en) de Hamilton MacFadden
- 1938 : Hollywood Stadium Mystery (en) de David Howard
- 1938 : Crépuscule (Under Western Stars) de Joseph Kane
- 1938 : Ladies in Distress de Gus Meins
- 1938 : Come On, Leathernecks! (en) de James Cruze
- 1939 : Chasseurs d'espions (Smashing the Spy Ring) de Christy Cabanne
- 1939 : Trouble in Sundown (en) de David Howard
- 1939 : In Old Monterey (en) de Joseph Kane
- 1939 : Jeepers Creepers Roy Rogers
- 1939 : Le Torrent de la mort (Rovin' Tumbleweeds) de George Sherman
- 1940 : Village Barn Dance de Frank McDonald
- 1940 : In Old Missouri (en) de Frank McDonald
- 1940 : Barnyard Follies de Frank McDonald
- 1940 : Friendly Neighbors de Nick Grinde
- 1941 : Arkansas Judge (en) de Roy Rogers
- 1941 : Country Fair (en) de Frank McDonald
- 1941 : Mountain Moonlight de Nick Grinde
- 1941 : Tuxedo Junction de Frank McDonald
- 1942 : Shepherd of the Ozarks de Frank McDonald
- 1942 : The Old Homestead (en)  de Frank McDonald
- 1943 : Mountain Rhythm (en) de Frank McDonald
- 1943 : Swing Your Partner de Frank McDonald
- 1943 : Hoosier Holiday de Frank McDonald
- 1943 : O, My Darling Clementine (en) de Frank McDonald
- 1944 : San Fernando Valley de John English
- 1944 : The Big Bonanza (en) de George Archainbaud
- 1946 : Valley of the Zombies de Philip Ford
- 1946 : Night Train to Memphis de Lesley Selander
- 1946 : The Inner Circle (en) de Philip Ford
- 1947 : The Trespasser de George Blair
- 1949 : Hellfire (en) de R. G. Springsteen
- 1950 : Singing Guns de R. G. Springsteen
- 1950 : The Showdown de Dorrell McGowan et Stuart E. McGowan
- 1951 : Tokyo File 212 (en) de Dorrell McGowan et Stuart E. McGowan
- 1958 : Snowfire de Dorrell McGowan et Stuart E. McGowan
- 1962 : The Bashful Elephant de Dorrell McGowan et Stuart E. McGowan
- 1977 : The Billion Dollar Hobo

### comme réalisateur
- 1950 : The Showdown
- 1951 : Tokyo File 212 (en)
- 1951 : Sky King (série TV)
- 1952 : Les Aventuriers du Far West ("Death Valley Days") (série TV)
- 1958 : Snowfire
- 1962 : The Bashful Elephant
- 1969 : The Ice House (en)
- 1977 : The Billion Dollar Hobo
- 1978 : Mr. Too Little

### comme producteur
- 1945 : The Tiger Woman (en)
- 1946 : Valley of the Zombies
- 1946 : Night Train to Memphis
- 1949 : Hellfire
- 1958 : Snowfire
- 1962 : The Bashful Elephant